# Regione amministrativa centrale di San Paolo
La Regione amministrativa centrale di San Paolo (RA12) è un'area di governo creata dal potere esecutivo dello stato di San Paolo.
Riunisce 26 comuni dell'area centrale che concentrano quasi un milione di abitanti, il maggiore dei quali è Araraquara con 200 000 abitanti e São Carlos con 225 000 abitanti.
- Américo Brasiliense
- Araraquara
- Boa Esperança do Sul
- Borborema
- Cândido Rodrigues
- Descalvado
- Dobrada
- Dourado
- Fernando Prestes
- Gavião Peixoto
- Ibaté
- Ibitinga
- Itápolis
- Matão
- Motuca
- Nova Europa
- Porto Ferreira
- Ribeirão Bonito
- Rincão
- Santa Ernestina
- Santa Lúcia
- Santa Rita do Passa Quatro
- São Carlos
- Tabatinga
- Taquaritinga
- Trabiju